# Paulo Fambri
Paulo Fambri, all'anagrafe Paolo Fambri (Venezia, 10 novembre 1827 – Venezia, 5 aprile 1897), è stato uno scrittore, patriota e politico italiano.

## Biografia
Sebbene battezzato con il nome di Paolo, sin dalla giovinezza preferì farsi chiamare Paulo. Il padre Lorenzo era un modesto venditore di pentole, mentre la madre Elena Correnti proveniva da una famiglia più agiata.
Di carattere irrequieto e autonomo, poco dopo i dieci anni era stato espulso da tutti i ginnasi del Regno Lombardo-Veneto per insubordinazione. Venne quindi inviato all'Istituto di educazione marittima retto da un tale Bambonovich, che lo stesso Fambri ricordava come "una specie di ergastolo dei ragazzi discoli". Durante la sua breve permanenza, venne più volte punito per essersi immischiato in risse, ma vi apprese l'arte della scherma: celebre spadaccino, venne gravemente ferito durante un duello e perse l'uso della mano sinistra.

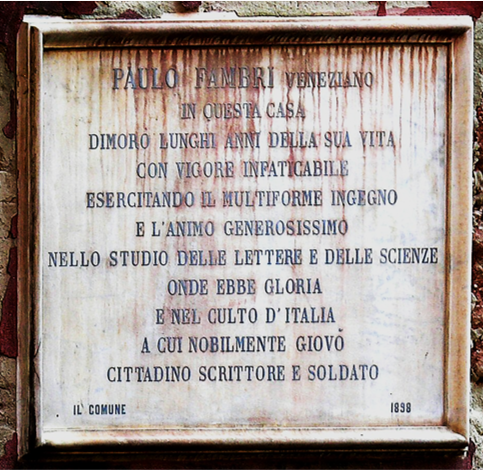
Lapide ricordo di Paulo Fambri Venezia, Ponte dei barcaroli

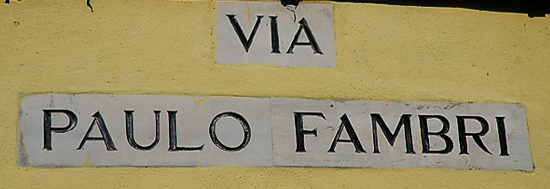
Burano, Via Paulo Fambri

Intraprese gli studi letterari e scientifici solo durante l'adolescenza, grazie ad alcuni insegnanti privati (tra i quali spiccava Niccolò Tommaseo per il greco) pagati dallo zio materno. Durante questo periodo la sua indole si fece più docile, dimostrando inoltre una notevole intelligenza e versatilità. A soli diciassette anni fondò con altri giovani, quali Vittorio Salmini, e Federico Gabelli, un irriverente giornalino contro la ragione e la moralità dell'epoca. Questo anticonformismo lo portò a posizioni critiche nei confronti del governo austriaco.
Nel 1848 aderì alla Repubblica di San Marco di Daniele Manin. In quei mesi aveva raggiunto una certa celebrità grazie ad alcuni eroici aneddoti (aveva divelto con la sola forza delle mani un'inferriata dei Piombi dove era rinchiuso il Tommaseo) e soprattutto per il suo impegno militare. Venne così acclamato capitano di legione dagli studenti del "Santa Caterina".
Lasciata Venezia per combattere a Palmanova, tornò nel capoluogo dopo la caduta di quest'ultima; promosso a luogotenente e quindi a tenente di artiglieria, fu inquadrato nella legione "Bandiera e Moro".
Dopo la caduta della Repubblica, rischiò più volte il carcere per motivi di ordine pubblico (ancora una volta si era trovato nel mezzo di una rissa) e politici (aveva sfidato uno scrittore filoaustriaco). Riuscì a cavarsela grazie alla conoscenza di famiglie altolocate, nonché alla disponibilità economica dello zio che si premurò di pagargli le varie multe.
Frattanto, con notevole ritardo e fatica, nel 1852 si laureava in matematica all'università di Padova. Tentò di inserirsi nel mondo accademico, ma fu più volte respinto dal regime: aveva tentato di diventare professore a Trento, quindi ingegnere di reparto della Società per le strade ferrate dell'Italia centrale.
Alla fine degli anni cinquanta ha diretto due periodici veneziani: "La Rivista veneta" (dal 20 aprile 1856) e "L'Età presente" che ebbe come collaboratori Ippolito Nievo, Nicolò Tommaseo e Demetrio Livaditi.
Dopo l'Unità d'Italia, a Torino, fondò con Ruggiero Bonghi La Stampa (da non confondere con il quotidiano attuale), cui collaborò con vari articoli. Scrisse inoltre drammi come Il caporale di settimana (1866) e cronache sportive.
Il suo corposo archivio fu donato dalle figlie allo Stato e oggi  a Roma, all'Archivio centrale dello Stato.